# Шазре
Шазре́ (фр. Chaserey) — коммуна во Франции, находится в регионе Шампань — Арденны. Департамент — Об. Входит в состав кантона Шаурс. Округ коммуны — Труа.
Код INSEE коммуны — 10087.
Коммуна расположена приблизительно в 165 км к юго-востоку от Парижа, в 115 км южнее Шалон-ан-Шампани, в 38 км к югу от Труа.

## Население
Население коммуны на 2008 год составляло 48 человек.
| 1962 | 1968 | 1975 | 1982 | 1990 | 1999 | 2008 |
| ---- | ---- | ---- | ---- | ---- | ---- | ---- |
| 102  | 68   | 65   | 62   | 57   | 48   | 48   |

## Администрация
| Период | Период | Фамилия      | Партия | Примечания |
| ------ | ------ | ------------ | ------ | ---------- |
| 2001   | 2008   | Рене Юго     |        |            |
| 2008   |        | Никола Депре |        |            |

## Экономика

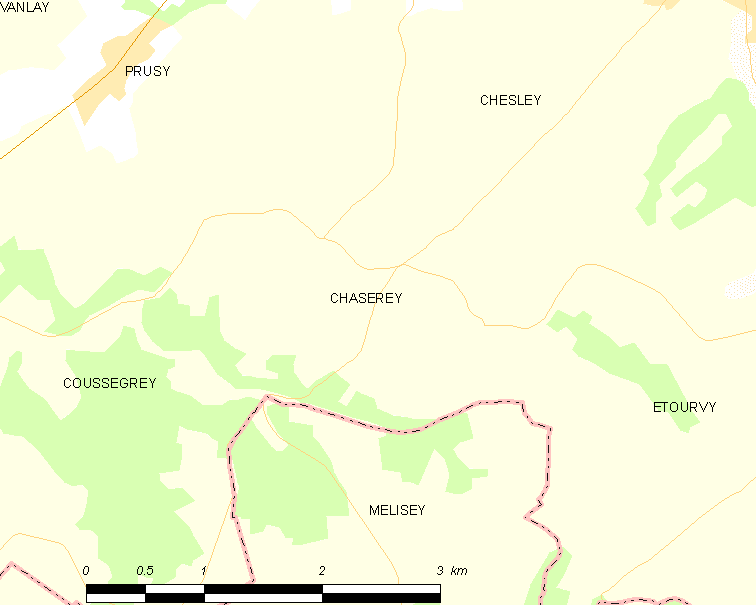
Карта коммуны

В 2007 году среди 27 человек в трудоспособном возрасте (15—64 лет) 22 были экономически активными, 5 — неактивными (показатель активности — 81,5 %, в 1999 году было 57,7 %). Из 22 активных работали 20 человек (13 мужчин и 7 женщин), безработных было 2 (1 мужчина и 1 женщина). Среди 5 неактивных 3 человека были учениками или студентами, 2 — пенсионерами, 0 были неактивными по другим причинам.